# André Turcat
André Turcat (23. října 1921 Marseille – 4. ledna 2016 Beaurecueil, Aix-en-Provence) byl francouzský vojenský pilot z období druhé světové války a poválečný zkušební pilot. Při testování prototypu experimentálního stíhacího letounu Nord 1500 Griffon dosáhl dvojnásobku rychlosti zvuku. Provedl rovněž první let a později též první nadzvukový let s prototypem nadzvukového dopravního letounu Concorde. Během své kariéry nalétal 6500 hodin na 110 typech letadel.

## Život
André Turcat se narodil v roce 1921 v Marseille. Jeho rodiče byli Emile Gaston Turcat a Claire Victoria Jeane Marie Françoise Fleury Turcat. Jeho strýc Léon Turcat byl spoluzakladatelem výrobce závodních vozů Ateliers de Construction d'Automobiles Turcat-Méry. Vystudoval École polytechnique v Palaiseau na předměstí Paříže. Roku 1942 vstoupil do letectva Svobodné Francie. V Indočíně létal s transportními letouny Douglas C-47 Skytrain.
Dne 8. května 1945 se v Marseille oženil s Elisabeth Marie Borelli. Měli spolu čtyři děti.
Ve francouzském letectvu zůstal i po válce a na C-47 létal i v Indočínské válce. Za svou službu získal Válečný kříž za operace na vnějších bojištích. V tamních obtížných podmínkách se velmi osvědčil, takže roku 1950 odešel studovat školu testovacích pilotů École du personnel navigant d’essais et de réception (EPNER) v Brétigny-sur-Orge. Roku 1954 odešel z letectva, aby se stal zkušebním šéfpilotem Société Française d’Etude et de Construction de Matériel Aéronautiques Spéciaux (SFECMAS, od roku 1955 součást Nord Aviation). Turcat se ujal zkoušek experimentálního stíhacího letounu Nord 1500 Griffon. Dne 20. září 1955 s ním provedl první let. Dne 23. ledna 1957 uskutečnil první let s prototypem verze Griffon II, který měl smíšený pohon s náporovým motorem. Roku 1958 na Griffonu dosáhl dvojnásobku rychlosti zvuku (přesněji 2,19 M). Díky tomu získal Harmonovu trofej. Dne 25. února 1959 Turcat s letounem Griffon II získal světový rekord, když okruh o délce 100 kilometrů absolvoval průměrnou rychlostí 1643 km/h.
Roku 1962 Turcat odešel ke státnímu leteckému výrobci Sud Aviation. V letech 1964–1976 byl vedoucím zkušebního programu francouzsko-anglického nadzvukového dopravního letounu Concorde. S francouzským prototypem Concordu (F-WTSS) dne 2. března 1969 provedl první zkušební let. Let se uskutečnil v 15:40 z letiště Toulouse–Blagnac a trval 27 minut. Dalšími členy posádky byli piloti Henri Perrier, Jacques Guignard a letecký mechanik Michel Rétif. Dne 1. října 1969 navíc Turcat pilotoval zkušební let, při kterém Concorde poprvé dosáhl nadzvukové rychlosti. Do roku 1976 Turcat na Concorde nalétal 720 letových hodin. Turcat a zkušební pilot britského prototypu Concordu Brian Trubchaw roku 1970 získali Harmonovu trofej a roku 1971 dále ocenění pro mimořádné zkušební piloty Ivan C. Kincheloe Award. Dne 31. března 1976 Turcat opustil společnost Aérospatiale. V té době měl nalétáno 740 hodin na letounech Concorde.
Z letectví Turcat odešel ve svých 54 letech. Kromě zájmu o letectví se věnoval i politice. V letech 1971-77 byl místostarostou Toulouse a v letech 1981–1982 poslancem Evropského parlamentu. V roce 1983 v Toulouse založil Akademii aeronautiky a kosmonautiky (l’Académie nationale de l’air et de l’espace, ANAE). Byl také jejím prvním ředitelem. Po havárii letu Air France 4590 v roce 2000 podporoval pokračování provozu Concordů. Přesto byl letoun roku 2003 vyřazen z provozu. V roce 2005 mu prezident Jacques Chirac předal Řád čestné legie.

## Galerie

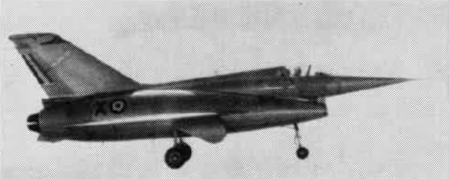
Nord 1500 Griffon během zkušebního letu
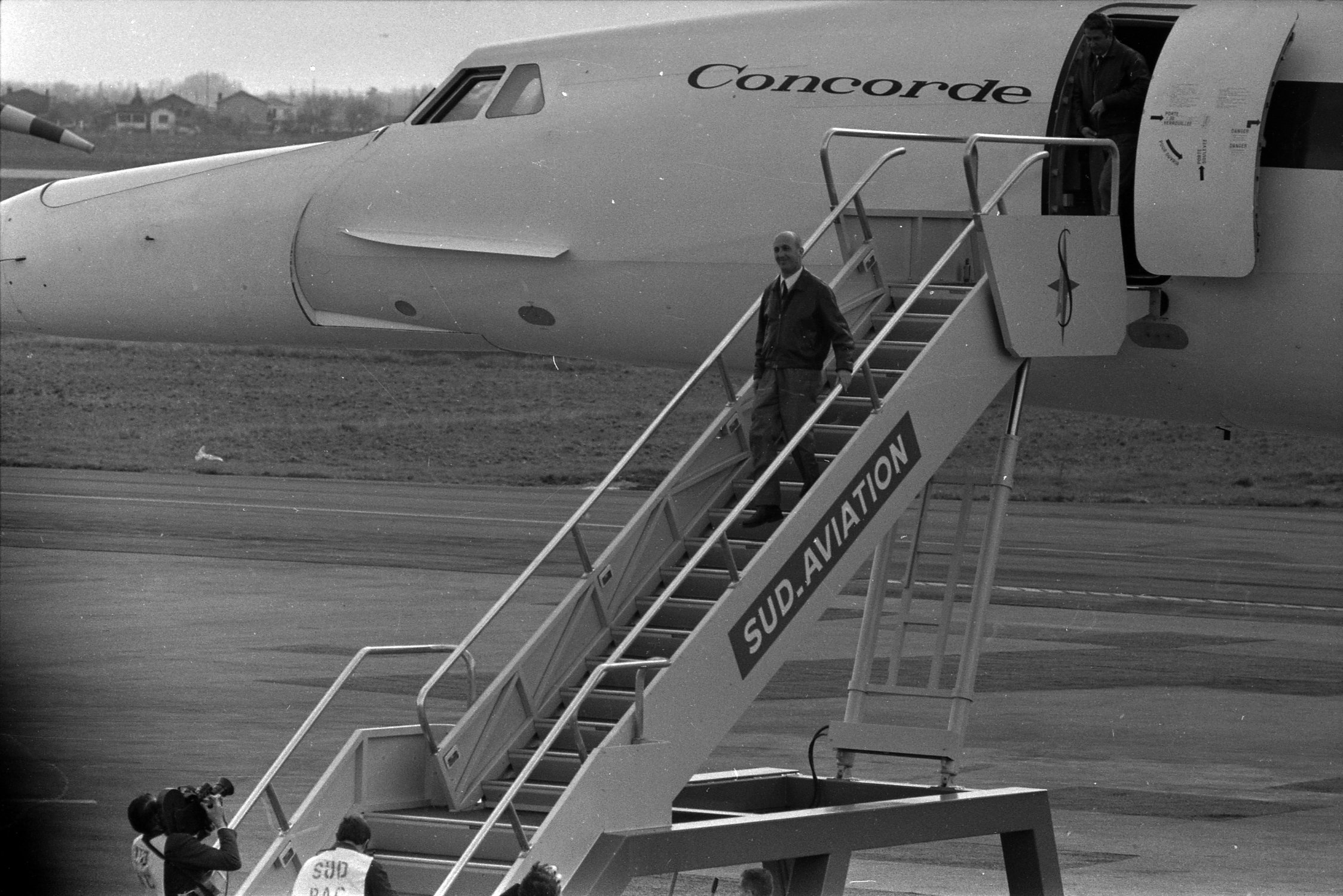
André Turcat sestupuje po schůdcích po prvním zkušební letu s Condordem. Za ním je ve dveřích Jacques Guignard. (2. března 1969)
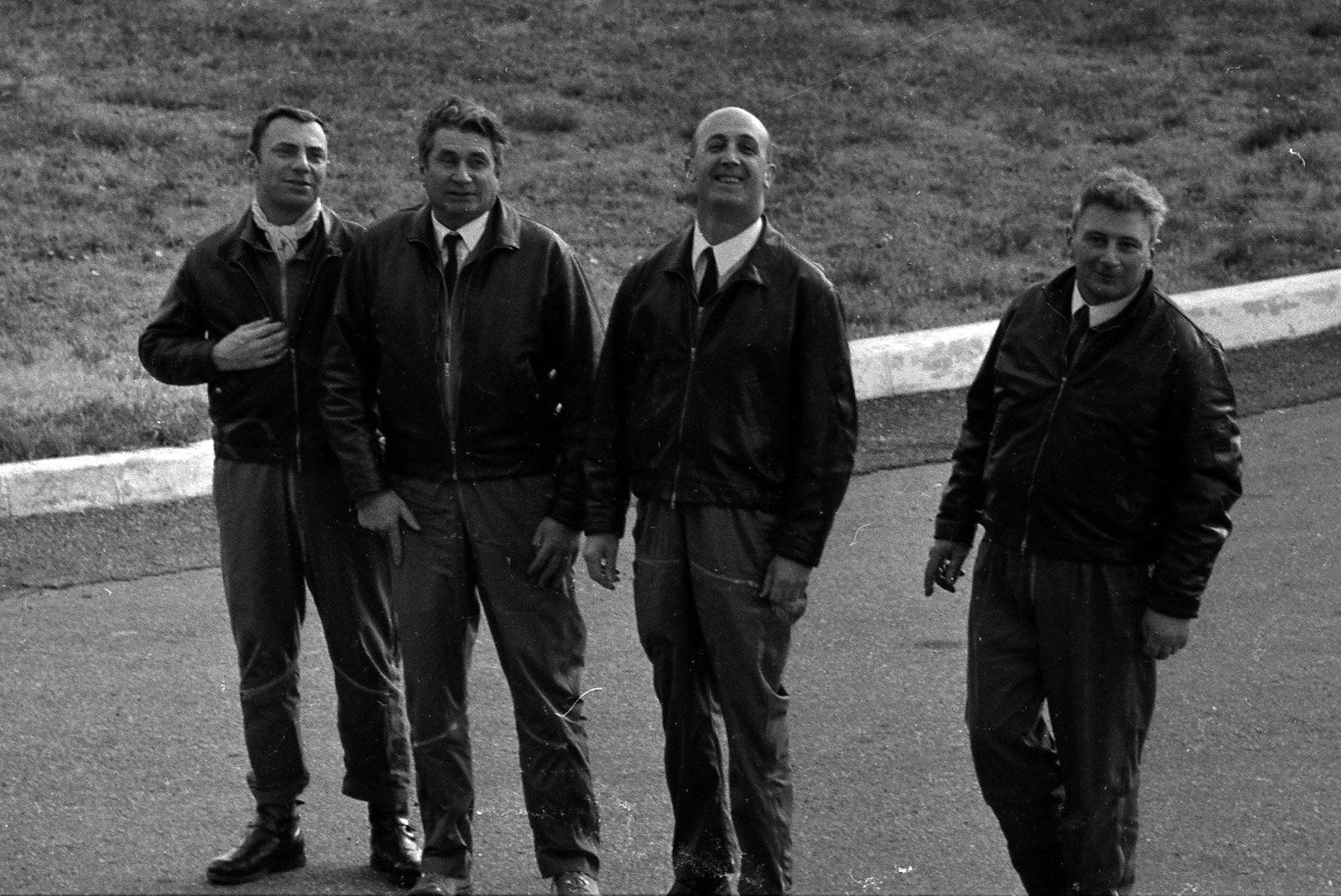
Posádka prvního zkušebního letu s Concordem na letišti. Zleva: Henri Perrier (pilot), Jacques Guignard (pilot), André Turcat (ředitel a pilot letových zkoušek Sud Aviation) a Michel Rétif (letecký mechanik). (2. března 1969)
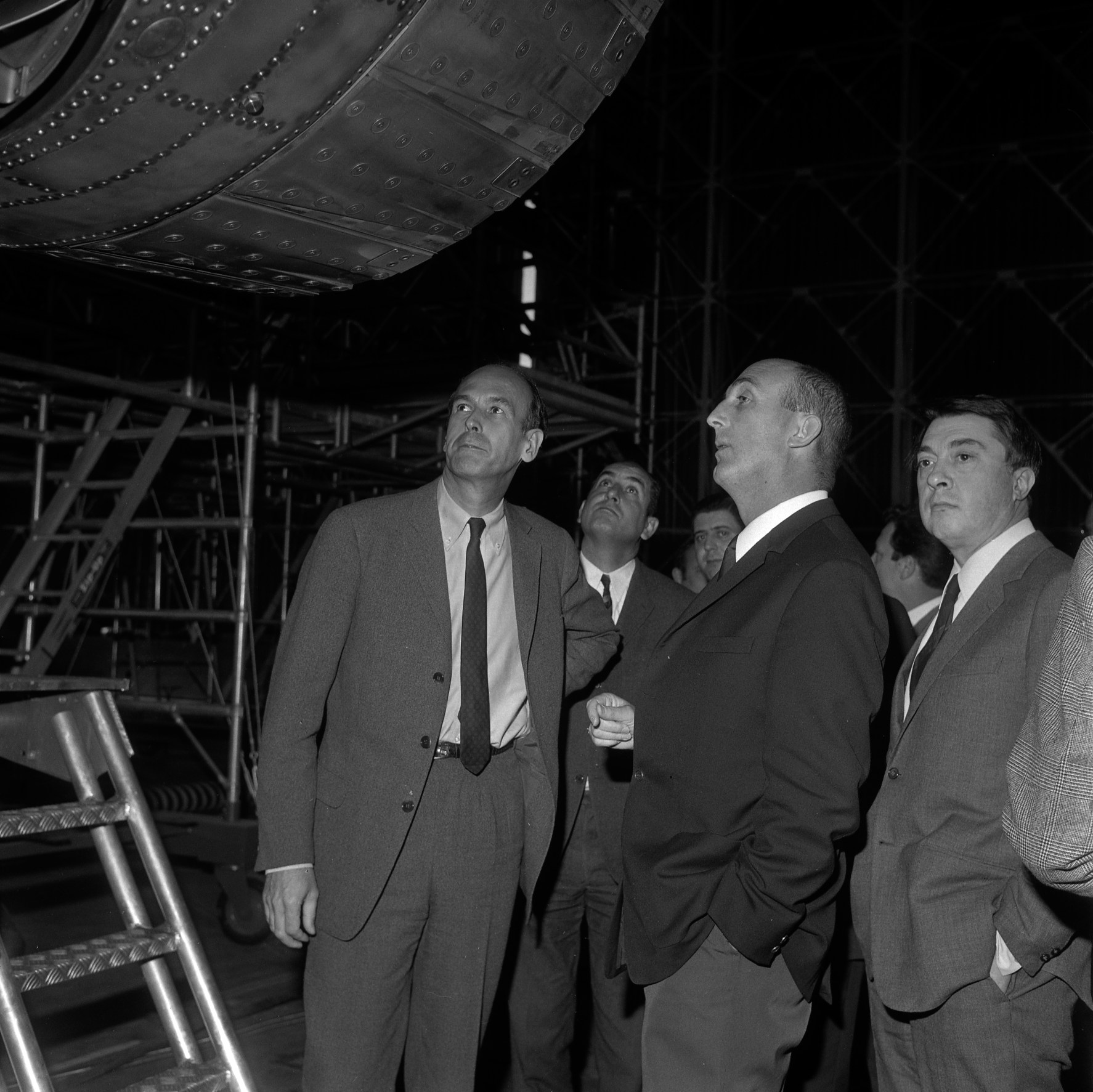
Francouzský prezident Valéry Giscard d'Estaing s doprovodu André Turcata při návštěvě leteckého hangáru. Nad nimi je proudový motor Rolls-Royce/Snecma Olympus 593. (20. května 1969)
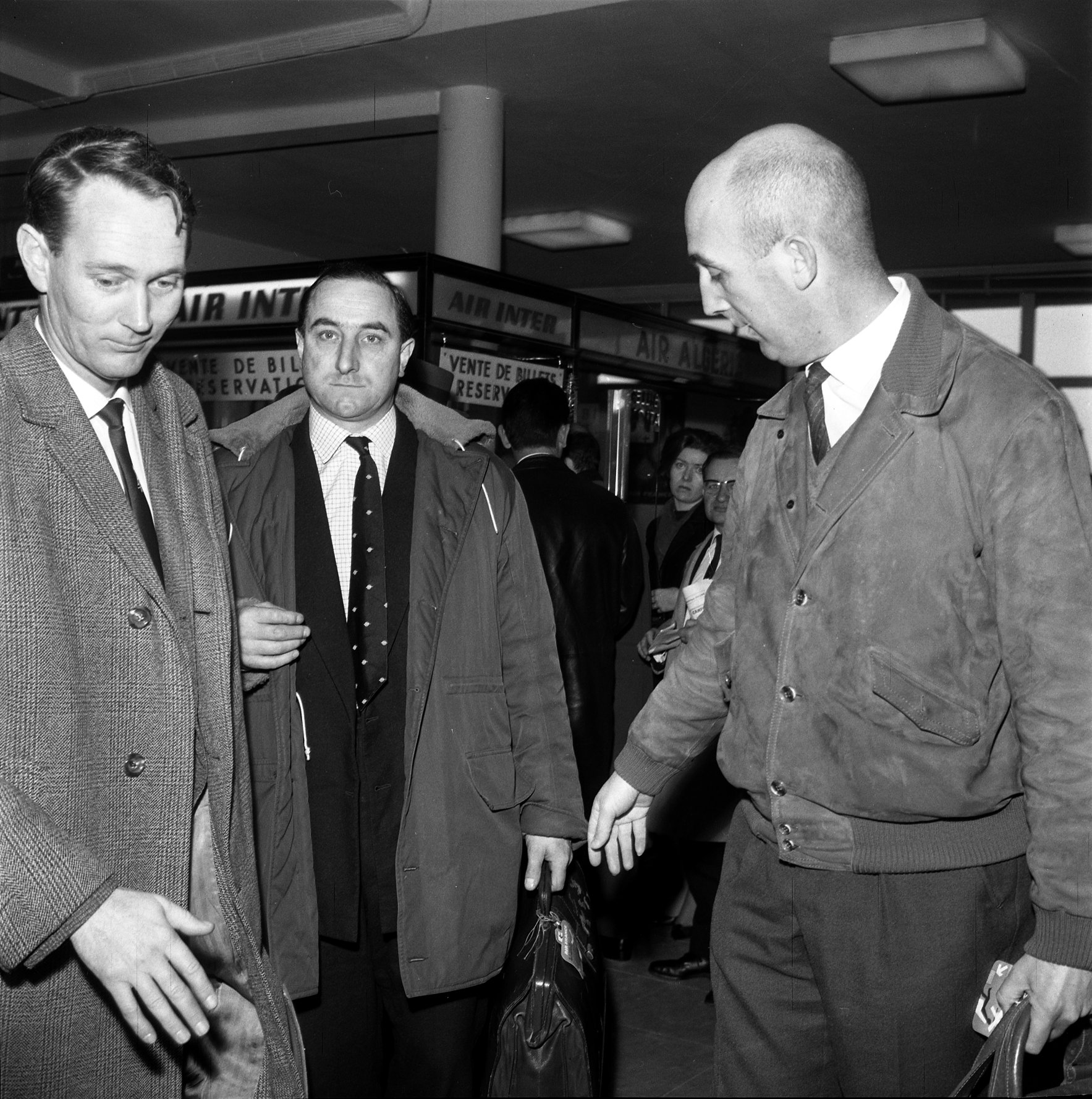
Aviation André Turcat a hlavní pilot BAC Brian Trubchaw (uprostřed) na letišti Blagnac 19. prosince 1966. Tito dva muži budou prvními dvěma piloty francouzského a anglického prototypu Concorde. Brian Trubshaw s britským strojem (G-BSST) poprvé vzlétl 9. dubna 1969.